# Comitatul Manistee, Michigan
Comitatul Manistee, conform originalului din engleză Lake County este unul din cele 72 de comitate din statul Michigan din Statele Unite ale Americii. Conform recensământului efectuat de United States Census Bureau în anul 2000, populația comitatului era de 24.733   de locuitori. Sediul comitatului este localitatea omonimă, Manistee GR6.
Numele de "Manistee" provine din limba Ojibwe, fiind folosit inițial pentru a desemna râul cel mai important din comitat, Manistee. Deși originea și semnificația denominării nu este foarte clară, totuși cea mai probabilă origine poate fi cuvântul ministigweyaa, "râu cu insule aflate la gura vărsării sale." 
Comitatul este situat în partea superioară, central-vestică a peninsulei inferioară (engleză Lower Peninsula), fiind învecinat de cinci alte comitate (Benzie, Grand Traverse, Kewaunee, Wexford și Mason), iar la vest de lacul Michigan, respectiv două comitate din statul Wisconsin, comitatele Kewaunee și Manitowoc.

## Geografie
Conform Census 2000, comitatul avea o suprafață totală de 1.487,61 km² (sau 574,61 sqmi), dintre care 1.469,29 km2 (ori 567.45 sqmi, sau 98,75 %) reprezintă uscat și restul de 19,32 km2 (sau 9.16 sqmi, ori 1,59 %) este apă.

### Comitate adiacente
- Comitatul Manistee—nord-vest
- Comitatul Wexford—nord-est
- Comitatul Osceola—est
- Comitatul Newaygo—sud
- Comitatul Mason—vest

## Demografie

### Drumuri de tip autostradă (Highways)
- US 10
- M-37

## Localități
| Orașe (Cities) | Localități neîncorporate (Unincorporated communities) |

Cantoane / Districte (Townships)
|  |  |  |

## Demografie
|  | Graficele sunt indisponibile din cauza unor probleme tehnice. Mai multe informații se găsesc la Phabricator și la wiki-ul MediaWiki. |

Date: Wikidata - grafică realizată de Wikipedia